# Danijar Kajsanow
Danijar Alibiekowicz Kajsanow (ros. Данияр Алибекович Кайсанов; ur: 18 lipca 1993) – kazachski zapaśnik walczący w stylu wolnym. Olimpijczyk z Tokio 2020, gdzie zajął piąte miejsce w kategorii 74 kg. Brązowy medalista mistrzostw świata w 2019 roku. 
Wicemistrz igrzysk azjatyckich w 2018. Złoty medalista mistrzostw Azji w 2019 i 2020 i brązowy w 2018. Siódmy w Pucharze Świata w 2018 roku.